# Parabetyla nauhea
Parabetyla nauhea är en stekelart som beskrevs av Naumann 1988. Parabetyla nauhea ingår i släktet Parabetyla och familjen hyllhornsteklar. Inga underarter finns listade i Catalogue of Life.